# Holland (Michigan)
Holland város USA Michigan államában, Allegan és Ottawa megyében. Lakosainak száma 34 378 fő (2020. április 1.).

## Népesség
A település népességének változása:

| 2010 | 7 016  |
| 2020 | 34 378 |